# De Klassieker
De Klassieker (ned. per Il classico) è il termine che indica la partita che oppone le squadre di calcio olandesi di Ajax e Feyenoord, due delle compagini più vincenti del calcio olandese.
L'affluenza maggiore per la suddetta partita si registrò il 9 gennaio 1966, quando furono 65.562 gli spettatori accorsi allo stadio di Rotterdam.

## Storia
La rivalità tra Ajax e Feyenoord affonda le sue radici nello storico dualismo tra le due città di Amsterdam e Rotterdam, che nel XIII secolo ricevettero lo status di città. Le principali squadre di calcio delle due città, Ajax e Feyenoord, si affrontarono per la prima volta il 9 ottobre 1921, in un match dall'esito controverso, inizialmente vinto dall'Ajax per 3-2, ma poi omologato sul 2-2 a seguito di proteste del Feyenoord per l'irregolarità di un gol degli avversari.
Nel 1928 fu edificato lo Stadio Olimpico di Amsterdam, che con 31.600 posti era il più capiente stadio d'Olanda. Nel 1934 fu costruito a Rotterdam il De Meer Stadion, impianto da 22.000 posti. Nel 1937 il Feyenoord si trasferì in un nuovo impianto, il De Kuip, impianto da 64.000 posti, ma l'Ajax rispose portando la capienza dell'Olimpico a 64.000 posti, subito dopo l'inaugurazione del De Kuip.
Dopo la seconda guerra mondiale, nel 1949, il Feyenoord portò la capienza del De Kuip a 69.000 posti.
Dalla stagione 1947-1948 alla stagione 1955-1956 non si disputarono match ufficiali tra le due squadre, dato che il Feyenoord, non avendo mai vinto il suo campionato regionale, non ebbe mai accesso al play-off del campionato, dove avrebbe potuto incontrare i lancieri. In questo periodo si organizzarono varie amichevoli tra le due squadre.
Nel 1956-1957 furono aboliti i campionati regionali e di conseguenza i play-off e fu fondato un unico campionato nazionale, la Eredivisie. Feyenoord e Ajax presero dunque ad affrontarsi con continuità in partite ufficiali.
Nel 1960-1961 si registrò il più alto numero di gol in un match tra le due squadre: la partita finì 9-5 per il Feyenoord, che in quella stagione vinse il campionato con due punti di vantaggio sull'Ajax in classifica. Nel 1964-1965 la squadra di Rotterdam sfiorò il bis, imponendosi per 9-4 sui lancieri.
Negli anni '70 le due squadre erano tra le più forti al mondo e la rivalità tra i due club si accese. Nel decennio l'Ajax vinse, tra l'altro, 3 Coppe dei Campioni, una Supercoppa europea  e una Coppa Intercontinentale;  il Feyenoord una Coppa dei Campioni, una Coppa Intercontinentale e una Coppa UEFA, prima olandese a riuscire in queste tre imprese. I successi delle due compagini fecero anche le fortune della nazionale olandese, che in quegli anni, pur non raccogliendo i successi auspicati, arrivò per due volte in finale di Coppa del mondo e fece vedere il cosiddetto calcio totale.
Nel 1980-1981 Wim Jansen, che aveva militato ininterrottamente nel Feyenoord per 15 anni, si trasferì all'Ajax, causando le ire dei tifosi. Curiosamente Jansen esordì con l'Ajax proprio contro il Feyenoord, i cui tifosi gli scagliarono contro una palla di ghiaccio che lo costrinse a lasciare il campo per ricorrere alle cure dei medici.
Nella stagione 1983-1984 il fuoriclasse Johan Cruijff, giunto quasi alla fine della sua gloriosa carriera, passò dall'Ajax al Feyenoord dopo dissapori sul rinnovo del contratto con l'Ajax. Questa volta ad adirarsi non furono solo i tifosi dell'Ajax, ma anche alcuni tifosi del Feyenoord, che non vedevano di buon occhio l'arrivo di una leggenda dell'Ajax. Non mancarono i fischi per il campione durante i primi allenamenti con il Feyenoord nelle amichevoli pre-stagionali o quando il suo nome era annunciato allo stadio. Alcuni tifosi si rifiutarono persino di entrare allo stadio per via della presenza di Cruijff. Nel 1983-1984 il Feyenoord, in cui all'epoca giocava Cruijff, fece registrare la peggiore sconfitta di tutti i tempi contro l'Ajax (8-2), ma in quell'annata vinse il titolo nazionale e la Coppa dei Paesi Bassi, centrando così il double.
Negli anni a venire si sono verificati vari episodi di violenza prima, durante e dopo i match tra le due squadre. Il fatto più grave accadde a Beverwijk, cittadina ad una ventina di chilometri da Amsterdam, nel marzo 1997, quando Carlo Picornie, un tifoso dell'Ajax, fu ucciso a colpi di coltello e trenta tifosi rimasero feriti, di cui tre in modo grave, negli scontri tra due gruppi di sostenitori rivali. Nel 2005, nei pressi dello stadio De Kuip, dove l'Ajax si era appena imposto sui padroni di casa, si scatenò un parapiglia che coinvolse tifosi di entrambe le parti, polizia ed anche ignari passanti.
Il 28 ottobre 2018, nella partita vinta per 3-0 dall'Ajax e valida per la 10ª giornata di Eredivisie, Jerry St. Juste è stato espulso dopo soltanto 5 minuti e 58 secondi di gioco: è il cartellino rosso più veloce della storia del Klassieker.

## Bilancio
| Partite | Partite                | Partite | Partite | Partite | Partite | Partite | Partite | Partite | Partite |
| Competizione | Competizione           | G       | AJA     | N       | FEY     | GAJA    | GFEY    |         |         |
| --- | ---------------------- | ------- | ------- | ------- | ------- | ------- | ------- | ------- | ------- |
| AJA | Eredivisie             | 160     | 71      | 44      | 45      | 332     | 250     |         |         |
| AJA | Play-off di Eredivisie | 5       | 3       | 0       | 2       | 15      | 13      |         |         |
| FEY | Coppa d'Olanda         | 16      | 8       | 1       | 8       | 30      | 19      |         |         |
| AJA | Supercoppa d'Olanda    | 4       | 3       | 0       | 1       | 10      | 4       |         |         |
| FEY | Altre                  | 8       | 2       | 3       | 3       | 16      | 17      |         |         |
| AJA | TOTALE                 | 194     | 87      | 48      | 59      | 403     | 303     |         |         |
| |                        |         |         |         |         |         |         |         |         |
| G – partite giocate; N – pareggi; AJA – vittorie Ajax; FEY – vittorie Feyenoord; GAJA – gol Ajax; GFEY – gol Feyenoord; |                        |         |         |         |         |         |         |         |         |
| Dati aggiornati al 27 febbraio 2019                                                                                     |                        |         |         |         |         |         |         |         |         |

## Lista degli incontri

### Partite ufficiali
| Nº  | Data       | Competizione                            | Casa      | Risultato   | Trasferta |
| --- | ---------- | --------------------------------------- | --------- | ----------- | --------- |
| 1   | 09/10/1921 | Nederlands landskampioenschap 1921-1922 | Feyenoord | 2 - 2       | Ajax      |
| 2   | 05/03/1922 | Nederlands landskampioenschap 1921-1922 | Ajax      | 2 - 0       | Feyenoord |
| 3   | 29/10/1922 | Nederlands landskampioenschap 1922-1923 | Feyenoord | 1 - 1       | Ajax      |
| 4   | 21/01/1923 | Nederlands landskampioenschap 1922-1923 | Ajax      | 0 - 2       | Feyenoord |
| 5   | 20/01/1924 | Nederlands landskampioenschap 1923-1924 | Feyenoord | 1 - 3       | Ajax      |
| 6   | 06/04/1924 | Nederlands landskampioenschap 1923-1924 | Ajax      | 1 - 1       | Feyenoord |
| 7   | 04/10/1925 | Nederlands landskampioenschap 1925-1926 | Feyenoord | 2 - 0       | Ajax      |
| 8   | 07/02/1926 | Nederlands landskampioenschap 1925-1926 | Ajax      | 2 - 2       | Feyenoord |
| 9   | 27/03/1927 | Nederlands landskampioenschap 1926-1927 | Ajax      | 0 - 2       | Feyenoord |
| 10  | 22/05/1927 | Nederlands landskampioenschap 1926-1927 | Feyenoord | 2 - 3       | Ajax      |
| 11  | 08/04/1928 | Nederlands landskampioenschap 1927-1928 | Feyenoord | 1 - 0       | Ajax      |
| 12  | 09/04/1928 | Nederlands landskampioenschap 1927-1928 | Ajax      | 0 - 3       | Feyenoord |
| 13  | 04/06/1930 | KNVB beker 1929-1930                    | Ajax      | 1 - 2       | Feyenoord |
| 14  | 10/05/1931 | Nederlands landskampioenschap 1930-1931 | Feyenoord | 5 - 2       | Ajax      |
| 15  | 03/06/1931 | Nederlands landskampioenschap 1930-1931 | Ajax      | 2 - 2       | Feyenoord |
| 16  | 01/05/1932 | Nederlands landskampioenschap 1931-1932 | Feyenoord | 2 - 4       | Ajax      |
| 17  | 05/05/1932 | Nederlands landskampioenschap 1931-1932 | Ajax      | 1 - 3       | Feyenoord |
| 18  | 08/10/1933 | Nederlands landskampioenschap 1933-1934 | Ajax      | 7 - 1       | Feyenoord |
| 19  | 07/01/1934 | Nederlands landskampioenschap 1933-1934 | Feyenoord | 1 - 4       | Ajax      |
| 20  | 11/11/1934 | Nederlands landskampioenschap 1934-1935 | Ajax      | 4 - 0       | Feyenoord |
| 21  | 10/03/1935 | Nederlands landskampioenschap 1934-1935 | Feyenoord | 2 - 4       | Ajax      |
| 22  | 19/04/1936 | Nederlands landskampioenschap 1935-1936 | Ajax      | 1 - 4       | Feyenoord |
| 23  | 14/06/1936 | Nederlands landskampioenschap 1935-1936 | Feyenoord | 3 - 6       | Ajax      |
| 24  | 11/04/1937 | Nederlands landskampioenschap 1936-1937 | Feyenoord | 3 - 0       | Ajax      |
| 25  | 23/05/1937 | Nederlands landskampioenschap 1936-1937 | Ajax      | 2 - 0       | Feyenoord |
| 26  | 02/10/1937 | Nederlands landskampioenschap 1938-1939 | Feyenoord | 1 - 0       | Ajax      |
| 27  | 22/01/1939 | Nederlands landskampioenschap 1938-1939 | Ajax      | 5 - 0       | Feyenoord |
| 28  | 12/10/1941 | Nederlands landskampioenschap 1941-1942 | Ajax      | 2 - 1       | Feyenoord |
| 29  | 21/12/1941 | Nederlands landskampioenschap 1941-1942 | Feyenoord | 2 - 0       | Ajax      |
| 30  | 27/09/1942 | Nederlands landskampioenschap 1942-1943 | Ajax      | 2 - 3       | Feyenoord |
| 31  | 06/12/1942 | Nederlands landskampioenschap 1942-1943 | Feyenoord | 2 - 0       | Ajax      |
| 32  | 10/10/1943 | Nederlands landskampioenschap 1943-1944 | Feyenoord | 2 - 1       | Ajax      |
| 33  | 09/01/1944 | Nederlands landskampioenschap 1943-1944 | Ajax      | 3 - 0       | Feyenoord |
| 34  | 10/11/1946 | Nederlands landskampioenschap 1946-1947 | Feyenoord | 5 - 3       | Ajax      |
| 35  | 11/05/1947 | Nederlands landskampioenschap 1946-1947 | Ajax      | 1 - 1       | Feyenoord |
| 36  | 11/11/1956 | Eredivisie 1956-1957                    | Feyenoord | 7 - 3       | Ajax      |
| 37  | 17/03/1957 | Eredivisie 1956-1957                    | Ajax      | 1 - 0       | Feyenoord |
| 38  | 13/10/1657 | Eredivisie 1957-1958                    | Ajax      | 1 - 2       | Feyenoord |
| 39  | 30/03/1958 | Eredivisie 1957-1958                    | Feyenoord | 1 - 3       | Ajax      |
| 40  | 09/11/1958 | Eredivisie 1958-1959                    | Ajax      | 3 - 1       | Feyenoord |
| 41  | 05/04/1959 | Eredivisie 1958-1959                    | Feyenoord | 0 - 5       | Ajax      |
| 42  | 20/12/1959 | Eredivisie 1959-1960                    | Ajax      | 4 - 1       | Feyenoord |
| 43  | 22/05/1960 | Eredivisie 1959-1960                    | Feyenoord | 3 - 0       | Ajax      |
| 44  | 26/05/1960 | Eredivisie 1959-1960                    | Ajax      | 5 - 1       | Feyenoord |
| 45  | 06/06/1960 | Eredivisie 1959-1960                    | Ajax      | 1 - 6       | Feyenoord |
| 46  | 18/06/1960 | Eredivisie 1959-1960                    | Feyenoord | 4 - 2       | Ajax      |
| 47  | 28/08/1960 | Eredivisie 1960-1961                    | Feyenoord | 9 - 5       | Ajax      |
| 48  | 05/02/1961 | Eredivisie 1960-1961                    | Ajax      | 0 - 1       | Feyenoord |
| 49  | 15/10/1961 | Eredivisie 1961-1962                    | Ajax      | 1 - 3       | Feyenoord |
| 50  | 18/03/1962 | Eredivisie 1961-1962                    | Feyenoord | 1 - 2       | Ajax      |
| 51  | 26/04/1962 | Coppa Piano Karl Rappan 1961-1962       | Ajax      | 4 - 2       | Feyenoord |
| 52  | 02/09/1962 | Eredivisie 1962-1963                    | Feyenoord | 1 - 1       | Ajax      |
| 53  | 24/03/1963 | Eredivisie 1962-1963                    | Ajax      | 1 - 3       | Feyenoord |
| 54  | 22/09/1963 | Eredivisie 1963-1964                    | Feyenoord | 1 - 1       | Ajax      |
| 55  | 16/02/1964 | Eredivisie 1963-1964                    | Ajax      | 1 - 1       | Feyenoord |
| 56  | 29/11/1964 | Eredivisie 1964-1965                    | Feyenoord | 9 - 4       | Ajax      |
| 57  | 19/04/1965 | Eredivisie 1964-1965                    | Ajax      | 1 - 1       | Feyenoord |
| 58  | 09/01/1966 | Eredivisie 1965-1966                    | Feyenoord | 1 - 1       | Ajax      |
| 59  | 18/05/1966 | Eredivisie 1965-1966                    | Ajax      | 2 - 0       | Feyenoord |
| 60  | 13/11/1966 | Eredivisie 1966-1967                    | Ajax      | 5 - 0       | Feyenoord |
| 61  | 27/03/1967 | Eredivisie 1966-1967                    | Feyenoord | 1 - 1       | Ajax      |
| 62  | 02/04/1967 | KNVB beker 1966-1967                    | Ajax      | 3 - 1       | Feyenoord |
| 63  | 03/09/1967 | Eredivisie 1967-1968                    | Feyenoord | 1 - 0       | Ajax      |
| 64  | 10/03/1968 | Eredivisie 1967-1968                    | Ajax      | 1 - 0       | Feyenoord |
| 65  | 17/11/1968 | Eredivisie 1968-1969                    | Ajax      | 0 - 1       | Feyenoord |
| 66  | 09/03/1969 | KNVB beker 1968-1969                    | Ajax      | 1 - 2       | Feyenoord |
| 67  | 20/04/1969 | Eredivisie 1968-1969                    | Feyenoord | 1 - 1       | Ajax      |
| 68  | 02/11/1969 | Eredivisie 1969-1970                    | Feyenoord | 1 - 0       | Ajax      |
| 69  | 26/04/1970 | Eredivisie 1969-1970                    | Ajax      | 3 - 3       | Feyenoord |
| 70  | 20/12/1970 | Eredivisie 1970-1971                    | Feyenoord | 1 - 1       | Ajax      |
| 71  | 27/05/1971 | Eredivisie 1970-1971                    | Ajax      | 1 - 3       | Feyenoord |
| 72  | 07/04/1971 | KNVB beker 1970-1971                    | Feyenoord | 1 - 2       | Ajax      |
| 73  | 07/11/1971 | Eredivisie 1971-1972                    | Ajax      | 2 - 1       | Feyenoord |
| 74  | 15/04/1972 | Eredivisie 1971-1972                    | Feyenoord | 1 - 5       | Ajax      |
| 75  | 17/09/1972 | Eredivisie 1972-1973                    | Feyenoord | 2 - 0       | Ajax      |
| 76  | 03/03/1973 | Eredivisie 1972-1973                    | Ajax      | 2 - 1       | Feyenoord |
| 77  | 23/11/1973 | Eredivisie 1973-1974                    | Ajax      | 2 - 1       | Feyenoord |
| 78  | 17/02/1974 | Eredivisie 1973-1974                    | Feyenoord | 2 - 2       | Ajax      |
| 79  | 27/10/1974 | Eredivisie 1974-1975                    | Feyenoord | 2 - 1       | Ajax      |
| 80  | 09/03/1975 | Eredivisie 1974-1975                    | Ajax      | 0 - 1       | Feyenoord |
| 81  | 01/11/1975 | Eredivisie 1975-1976                    | Ajax      | 6 - 0       | Feyenoord |
| 82  | 04/04/1976 | Eredivisie 1975-1976                    | Feyenoord | 4 - 1       | Ajax      |
| 83  | 14/11/1976 | Eredivisie 1976-1977                    | Feyenoord | 1 - 1       | Ajax      |
| 84  | 24/04/1977 | Eredivisie 1976-1977                    | Ajax      | 2 - 1       | Feyenoord |
| 85  | 04/09/1977 | Eredivisie 1977-1978                    | Ajax      | 2 - 2       | Feyenoord |
| 86  | 12/02/1978 | Eredivisie 1977-1978                    | Feyenoord | 1 - 1       | Ajax      |
| 87  | 28/10/1978 | Eredivisie 1978-1979                    | Ajax      | 0 - 0       | Feyenoord |
| 88  | 29/04/1979 | Eredivisie 1978-1979                    | Feyenoord | 1 - 1       | Ajax      |
| 89  | 29/09/1979 | Eredivisie 1979-1980                    | Feyenoord | 4 - 0       | Ajax      |
| 90  | 09/03/1980 | Eredivisie 1979-1980                    | Ajax      | 1 - 1       | Feyenoord |
| 91  | 17/05/1980 | KNVB beker 1979-1980                    | Feyenoord | 3 - 1       | Ajax      |
| 92  | 07/12/1980 | Eredivisie 1980-1981                    | Feyenoord | 4 - 2       | Ajax      |
| 93  | 24/05/1981 | Eredivisie 1980-1981                    | Ajax      | 4 - 1       | Feyenoord |
| 94  | 19/08/1981 | Eredivisie 1981-1982                    | Ajax      | 1 - 1       | Feyenoord |
| 95  | 31/01/1982 | Eredivisie 1981-1982                    | Feyenoord | 2 - 2       | Ajax      |
| 96  | 28/11/1982 | Eredivisie 1982-1983                    | Feyenoord | 2 - 2       | Ajax      |
| 97  | 01/05/1983 | Eredivisie 1982-1983                    | Ajax      | 3 - 3       | Feyenoord |
| 98  | 18/09/1983 | Eredivisie 1983-1984                    | Ajax      | 8 - 2       | Feyenoord |
| 99  | 25/01/1984 | KNVB beker 1983-1984                    | Ajax      | 2 - 2       | Feyenoord |
| 100 | 15/02/1984 | KNVB beker 1983-1984                    | Feyenoord | 2 - 1 (dts) | Ajax      |
| 101 | 26/02/1984 | Eredivisie 1983-1984                    | Feyenoord | 4 - 1       | Ajax      |
| 102 | 25/11/1984 | Eredivisie 1984-1985                    | Feyenoord | 1 - 3       | Ajax      |
| 103 | 19/05/1985 | Eredivisie 1984-1985                    | Ajax      | 4 - 2       | Feyenoord |
| 104 | 06/10/1985 | Eredivisie 1985-1986                    | Ajax      | 1 - 2       | Feyenoord |
| 105 | 31/03/1986 | Eredivisie 1985-1986                    | Feyenoord | 3 - 1       | Ajax      |
| 106 | 02/11/1986 | Eredivisie 1986-1987                    | Feyenoord | 2 - 3       | Ajax      |
| 107 | 17/05/1987 | Eredivisie 1986-1987                    | Ajax      | 1 - 3       | Feyenoord |
| 108 | 01/11/1987 | Eredivisie 1987-1988                    | Ajax      | 3 - 1       | Feyenoord |
| 109 | 24/04/1988 | Eredivisie 1987-1988                    | Feyenoord | 1 - 3       | Ajax      |
| 110 | 13/11/1988 | Eredivisie 1988-1989                    | Feyenoord | 1 - 2       | Ajax      |
| 111 | 16/04/1989 | Eredivisie 1988-1989                    | Ajax      | 4 - 1       | Feyenoord |
| 112 | 22/10/1989 | Eredivisie 1989-1990                    | Ajax      | 1 - 1       | Feyenoord |
| 113 | 01/04/1990 | Eredivisie 1989-1990                    | Feyenoord | 0 - 1       | Ajax      |
| 114 | 09/12/1990 | Eredivisie 1990-1991                    | Feyenoord | 0 - 4       | Ajax      |
| 115 | 20/05/1991 | Eredivisie 1990-1991                    | Ajax      | 2 - 0       | Feyenoord |
| 116 | 17/11/1991 | Eredivisie 1991-1992                    | Feyenoord | 2 - 0       | Ajax      |
| 117 | 22/12/1991 | Eredivisie 1991-1992                    | Ajax      | 3 - 1       | Feyenoord |
| 118 | 08/03/1992 | KNVB beker 1991-1992                    | Feyenoord | 1 - 0       | Ajax      |
| 119 | 15/11/1992 | Eredivisie 1992-1993                    | Feyenoord | 0 - 3       | Ajax      |
| 120 | 31/03/1993 | KNVB beker 1992-1993                    | Feyenoord | 0 - 5       | Ajax      |
| 121 | 09/05/1993 | Eredivisie 1992-1993                    | Ajax      | 5 - 2       | Feyenoord |
| 122 | 08/08/1993 | Supercoppa dei Paesi Bassi 1993         | Feyenoord | 0 - 4       | Ajax      |
| 123 | 24/10/1993 | Eredivisie 1993-1994                    | Ajax      | 2 - 2       | Feyenoord |
| 124 | 27/03/1994 | Eredivisie 1993-1994                    | Feyenoord | 2 - 1       | Ajax      |
| 125 | 21/08/1994 | Supercoppa dei Paesi Bassi 1994         | Ajax      | 3 - 0       | Feyenoord |
| 126 | 22/02/1995 | Eredivisie 1994-1995                    | Ajax      | 4 - 1       | Feyenoord |
| 127 | 08/03/1995 | KNVB beker 1994-1995                    | Ajax      | 1 - 2       | Feyenoord |
| 128 | 18/05/1995 | Eredivisie 1994-1995                    | Feyenoord | 0 - 5       | Ajax      |
| 129 | 16/08/1995 | Supercoppa dei Paesi Bassi 1995         | Feyenoord | 1 - 2       | Ajax      |
| 130 | 22/10/1995 | Eredivisie 1995-1996                    | Feyenoord | 2 - 4       | Ajax      |
| 131 | 24/03/1996 | Eredivisie 1995-1996                    | Ajax      | 2 - 0       | Feyenoord |
| 132 | 24/11/1996 | Eredivisie 1996-1997                    | Feyenoord | 2 - 2       | Ajax      |
| 133 | 23/02/1997 | Eredivisie 1996-1997                    | Ajax      | 3 - 0       | Feyenoord |
| 134 | 26/10/1997 | Eredivisie 1997-1998                    | Ajax      | 4 - 0       | Feyenoord |
| 135 | 05/04/1998 | Eredivisie 1997-1998                    | Feyenoord | 0 - 1       | Ajax      |
| 136 | 20/12/1998 | Eredivisie 1998-1999                    | Feyenoord | 1 - 1       | Ajax      |
| 137 | 14/04/1999 | KNVB beker 1998-1999                    | Ajax      | 2 - 1       | Feyenoord |
| 138 | 02/05/1999 | Eredivisie 1998-1999                    | Ajax      | 6 - 0       | Feyenoord |
| 139 | 08/08/1999 | Supercoppa dei Paesi Bassi 1999         | Ajax      | 2 - 3       | Feyenoord |
| 140 | 10/09/1999 | Eredivisie 1999-2000                    | Ajax      | 2 - 2       | Feyenoord |
| 141 | 23/04/2000 | Eredivisie 1999-2000                    | Feyenoord | 1 - 1       | Ajax      |
| 142 | 10/12/2000 | Eredivisie 2000-2001                    | Feyenoord | 3 - 1       | Ajax      |
| 143 | 13/05/2001 | Eredivisie 2000-2001                    | Ajax      | 3 - 4       | Feyenoord |
| 144 | 26/08/2001 | Eredivisie 2001-2002                    | Feyenoord | 1 - 2       | Ajax      |
| 145 | 03/03/2002 | Eredivisie 2001-2002                    | Ajax      | 1 - 1       | Feyenoord |
| 146 | 06/10/2002 | Eredivisie 2002-2003                    | Feyenoord | 1 - 2       | Ajax      |
| 147 | 09/02/2003 | Eredivisie 2002-2003                    | Ajax      | 1 - 1       | Feyenoord |
| 148 | 16/04/2003 | KNVB beker 2002-2003                    | Feyenoord | 1 - 0       | Ajax      |
| 149 | 30/11/2003 | Eredivisie 2003-2004                    | Ajax      | 2 - 0       | Feyenoord |
| 150 | 11/04/2004 | Eredivisie 2003-2004                    | Feyenoord | 1 - 1       | Ajax      |
| 151 | 14/11/2004 | Eredivisie 2004-2005                    | Ajax      | 1 - 1       | Feyenoord |
| 152 | 17/04/2005 | Eredivisie 2004-2005                    | Feyenoord | 2 - 3       | Ajax      |
| 153 | 28/08/2005 | Eredivisie 2005-2006                    | Ajax      | 1 - 2       | Feyenoord |
| 154 | 05/02/2006 | Eredivisie 2005-2006                    | Feyenoord | 3 - 2       | Ajax      |
| 155 | 20/04/2006 | Eredivisie 2005-2006                    | Ajax      | 3 - 0       | Feyenoord |
| 156 | 23/04/2006 | Eredivisie 2005-2006                    | Feyenoord | 2 - 4       | Ajax      |
| 157 | 22/10/2006 | Eredivisie 2006-2007                    | Feyenoord | 0 - 4       | Ajax      |
| 158 | 04/02/2007 | Eredivisie 2006-2007                    | Ajax      | 4 - 1       | Feyenoord |
| 159 | 11/11/2007 | Eredivisie 2007-2008                    | Feyenoord | 2 - 2       | Ajax      |
| 160 | 03/02/2008 | Eredivisie 2007-2008                    | Ajax      | 3 - 0       | Feyenoord |
| 161 | 21/09/2008 | Eredivisie 2008-2009                    | Feyenoord | 2 - 2       | Ajax      |
| 162 | 15/02/2009 | Eredivisie 2008-2009                    | Ajax      | 2 - 0       | Feyenoord |
| 163 | 01/11/2009 | Eredivisie 2009-2010                    | Ajax      | 5 - 1       | Feyenoord |
| 164 | 31/01/2010 | Eredivisie 2009-2010                    | Feyenoord | 1 - 1       | Ajax      |
| 165 | 25/04/2010 | KNVB beker 2009-2010                    | Ajax      | 2 - 0       | Feyenoord |
| 166 | 06/05/2010 | KNVB beker 2009-2010                    | Feyenoord | 1 - 4       | Ajax      |
| 167 | 19/09/2010 | Eredivisie 2010-2011                    | Feyenoord | 1 - 2       | Ajax      |
| 168 | 19/01/2011 | Eredivisie 2010-2011                    | Ajax      | 2 - 0       | Feyenoord |
| 169 | 23/10/2011 | Eredivisie 2011-2012                    | Ajax      | 1 - 1       | Feyenoord |
| 170 | 29/01/2012 | Eredivisie 2011-2012                    | Feyenoord | 4 - 2       | Ajax      |
| 171 | 28/10/2012 | Eredivisie 2012-2013                    | Feyenoord | 2 - 2       | Ajax      |
| 172 | 20/01/2013 | Eredivisie 2012-2013                    | Ajax      | 3 - 0       | Feyenoord |
| 173 | 18/08/2013 | Eredivisie 2013-2014                    | Ajax      | 2 - 1       | Feyenoord |
| 174 | 22/01/2014 | KNVB beker 2013-2014                    | Ajax      | 3 - 1       | Feyenoord |
| 175 | 02/03/2014 | Eredivisie 2013-2014                    | Feyenoord | 1 - 2       | Ajax      |
| 176 | 21/09/2014 | Eredivisie 2014-2015                    | Feyenoord | 0 - 1       | Ajax      |
| 177 | 25/01/2015 | Eredivisie 2014-2015                    | Ajax      | 0 - 0       | Feyenoord |
| 178 | 28/10/2015 | KNVB beker 2015-2016                    | Feyenoord | 1 - 0       | Ajax      |
| 179 | 08/11/2015 | Eredivisie 2015-2016                    | Feyenoord | 1 - 1       | Ajax      |
| 180 | 07/02/2016 | Eredivisie 2015-2016                    | Ajax      | 2 - 1       | Feyenoord |
| 181 | 23/10/2016 | Eredivisie 2016-2017                    | Feyenoord | 1 - 1       | Ajax      |
| 182 | 02/04/2017 | Eredivisie 2016-2017                    | Ajax      | 2 - 1       | Feyenoord |
| 183 | 22/10/2017 | Eredivisie 2017-2018                    | Feyenoord | 1 - 4       | Ajax      |
| 184 | 21/01/2018 | Eredivisie 2017-2018                    | Ajax      | 2 - 0       | Feyenoord |
| 185 | 28/10/2018 | Eredivisie 2018-2019                    | Ajax      | 3 - 0       | Feyenoord |
| 186 | 27/01/2019 | Eredivisie 2018-2019                    | Feyenoord | 6 - 2       | Ajax      |
| 187 | 27/02/2019 | KNVB beker 2018-2019                    | Feyenoord | 0 - 3       | Ajax      |
| 188 | 27/10/2019 | Eredivisie 2019-2020                    | Ajax      | 4 - 0       | Feyenoord |
| 189 | 17/01/2021 | Eredivisie 2020-2021                    | Ajax      | 1 - 0       | Feyenoord |
| 190 | 09/05/2021 | Eredivisie 2020-2021                    | Feyenoord | 0 - 3       | Ajax      |
| 191 | 19/12/2021 | Eredivisie 2021-2022                    | Feyenoord | 0 - 2       | Ajax      |
| 192 | 20/03/2022 | Eredivisie 2021-2022                    | Ajax      | 3 - 2       | Feyenoord |
| 193 | 22/01/2023 | Eredivisie 2022-2023                    | Feyenoord | 1 - 1       | Ajax      |
| 194 | 19/03/2023 | Eredivisie 2022-2023                    | Ajax      | 2 - 3       | Feyenoord |
| 195 | 05/04/2023 | KNVB beker 2022-2023                    | Feyenoord | 1 - 2       | Ajax      |
| 196 | 24/09/2023 | Eredivisie 2023-2024                    | Ajax      | 0 - 4       | Feyenoord |
| 197 | 07/04/2024 | Eredivisie 2023-2024                    | Feyenoord | 6 - 0       | Ajax      |
| 198 | 30/10/2024 | Eredivisie 2024-2025                    | Feyenoord | 0 - 2       | Ajax      |
| 199 |            | Eredivisie 2024-2025                    | Ajax      |             | Feyenoord |

### Amichevoli
| Nº | Data       | Competizione | Casa      | Risultato | Trasferta |
| -- | ---------- | ------------ | --------- | --------- | --------- |
| 1  | 20/10/1935 | Amichevole   | Ajax      | 0 - 1     | Feyenoord |
| 2  | 28/07/1945 | Amichevole   | Feyenoord | 1 - 3     | Ajax      |
| 3  | 05/03/1950 | Amichevole   | Feyenoord | 2 - 2     | Ajax      |
| 4  | 19/03/1950 | Amichevole   | Ajax      | 1 - 4     | Feyenoord |
| 5  | 05/05/1951 | Amichevole   | Ajax      | 2 - 2     | Feyenoord |
| 6  | 01/03/1952 | Amichevole   | Feyenoord | 2 - 1     | Ajax      |
| 7  | 14/08/1955 | Amichevole   | Feyenoord | 3 - 3     | Ajax      |

## Primati

### Primatisti di gol
Statistiche aggiornate al 23 ottobre 2016.
| Nr. | Giocatore             | Nazionalità | Squadra                   | Gol |
| --- | --------------------- | ----------- | ------------------------- | --- |
| 1.  | Sjaak Swart           | Paesi Bassi | Ajax (18)                 | 18  |
| 2.  | Cor van der Gijp      | Paesi Bassi | Feyenoord (14)            | 14  |
| 3.  | Piet van Reenen       | Paesi Bassi | Ajax (12)                 | 12  |
| 3.  | Jari Litmanen         | Finlandia   | Ajax (12)                 | 12  |
| 5.  | Ruud Geels            | Paesi Bassi | Ajax (10) / Feyenoord (1) | 11  |
| 5.  | Henk Groot            | Paesi Bassi | Ajax (9) / Feyenoord (2)  | 11  |
| 7.  | Marco van Basten      | Paesi Bassi | Ajax (9)                  | 9   |
| 7.  | Johan Cruijff         | Paesi Bassi | Ajax (8) / Feyenoord (1)  | 9   |
| 7.  | Jaap Barendregt       | Paesi Bassi | Feyenoord (9)             | 9   |
| 10. | Erwin van Wijngaarden | Paesi Bassi | Ajax (8)                  | 8   |
| 10. | Klaas-Jan Huntelaar   | Paesi Bassi | Ajax (8)                  | 8   |
| 10. | Peter Houtman         | Paesi Bassi | Feyenoord (8)             | 8   |
| 10. | Dirk Kuyt             | Paesi Bassi | Feyenoord (8)             | 8   |
| 14. | Siem de Jong          | Paesi Bassi | Ajax (7)                  | 7   |
| 14. | Ronald de Boer        | Paesi Bassi | Ajax (7)                  | 7   |
| 14. | Henk Schouten         | Paesi Bassi | Feyenoord (7)             | 7   |
| 14. | Jon Dahl Tomasson     | Danimarca   | Feyenoord (7)             | 7   |

### Partite con più gol
| Gol segnati | Risultato          | Data              |
| ----------- | ------------------ | ----------------- |
| 14          | Feyenoord 9-5 Ajax | 28 agosto 1960    |
| 13          | Feyenoord 9-4 Ajax | 29 novembre 1964  |
| 10          | Feyenoord 7-3 Ajax | 11 novembre 1956  |
| 10          | Ajax 8-2 Feyenoord | 18 settembre 1983 |
| 9           | Feyenoord 3-6 Ajax | 14 giugno 1963    |
| 8           | Ajax 7-1 Feyenoord | 8 ottobre 1933    |
| 8           | Feyenoord 5-3 Ajax | 10 novembre 1946  |
| 8           | Feyenoord-Ajax 6-2 | 27 gennaio 2019   |

## Trasferimenti di calciatori

### Dal Feyenoord all'Ajax
- Henk Groot – 1965 trasferimento diretto
- Ruud Geels – 1974 trasferimento non diretto
- Jan Everse – 1977 trasferimento diretto
- Wim Jansen – 1980 trasferimento non diretto
- Jan Sørensen – 1987 trasferimento non diretto
- Arnold Scholten – 1995 trasferimento diretto
- Dean Gorré – 1997 trasferimento non diretto
- Richard Knopper – militava nel settore giovanile del Feyenoord
- Henk Timmer – 2002 trasferimento diretto in prestito
- Leonardo – 2007 trasferimento non diretto
- Evander Sno – 2008 trasferimento non diretto
- Ronald Graafland – 2010 trasferimento diretto
- Anwar El Ghazi – 2013 militava nel settore giovanile del Feyenoord
- Steven Berghuis - 2021 trasferimento diretto

### Dall'Ajax al Feyenoord
- Eddy Pieters Graafland – 1958 trasferimento diretto
- Henk Groot – 1963 trasferimento diretto
- Theo van Duivenbode – 1969 trasferimento diretto
- René Notten – 1978 trasferimento diretto
- Johan Cruijff – 1983 trasferimento diretto
- Johnny Rep – 1984 trasferimento non diretto
- Simon Tahamata – 1984 trasferimento non diretto
- Keje Molenaar – 1985 trasferimento non diretto
- Tscheu La Ling 1986 trasferimento non diretto
- Martin van Geel – 1988 trasferimento non diretto
- Arnold Scholten – 1989 trasferimento diretto
- Rob Witschge – 1990 trasferimento non diretto
- Harvey Esajas – 1992 militava nel settore giovanile dell'Ajax
- John van Loen – 1993 trasferimento diretto
- Ronald Koeman – 1995 trasferimento non diretto
- Peter van Vossen – 1998 trasferimento non diretto
- Diego Biseswar – 2001 militava nel settore giovanile dell'Ajax
- Evander Sno – 2005 militava nel settore giovanile dell'Ajax
- Henk Timmer – 2006 trasferimento non diretto
- Angelos Charisteas – 2006 trasferimento diretto
- Tim de Cler – 2007 trasferimento non diretto
- Ronald Graafland – 2011 trasferimento diretto
- John Goossens – 2012 militava nel settore giovanile dell'Ajax
- Bilal Başaçikoğlu – 2014 militava nel settore giovanile dell'Ajax
- Warner Hahn – 2014 trasferimento non diretto
- Kenneth Vermeer – 2014 trasferimento diretto
- Marko Vejinović – 2015 militava nel settore giovanile dell'Ajax
- Jan-Arie van der Heijden – 2015 trasferimento non diretto
- Eljero Elia – 2015 militava nel settore giovanile dell'Ajax

### Allenatori
- Hans Kraay allenò l'Ajax nel 1974/75 e il Feyenoord dal 1982/83 al 1988/89.
- Leo Beenhakker ha allenato a più riprese i due club.
- Ronald Koeman guidò l'Ajax dal 2002 al 2005 e il Feyenoord dal 2011 al 2014.
- Peter Bosz, giocatore del Feyenoord dal 1991 al 1996, è stato direttore tecnico del Feyenoord dal 2006 al 2009. Dal 2016 allena l'Ajax.